# Аль-Дуейлах Халет Мутлак Заєд
Халет Мутлак Заєд Аль-Дуейлах (5 листопада 1946) — кувейтський дипломат. Надзвичайний і Повноважний Посол Держави Кувейт в Києві (Україна).

## Біографія
Народився 5 листопада 1946 року. У 1974 закінчив Пенджабський університет (Пакистан), бакалавр політології та економіки. У 1983 Університет штату Північна Кароліна (США), бакалавр міжнародних відносин.
З 1975 по 1984 — співробітник МЗС Кувейту.
З 1984 по 1987 — 2-й секретар Управління державного протоколу МЗС Кувейту.
З 1987 по 1988 — співробітник посольства Кувейту в Ємені.
З 1988 по 1991 — 1-й секретар Управління державного протоколу МЗС Кувейту.
З 1991 по 1992 — співробітник Управління країн Європи, Північної та Південної Америки МЗС Кувейту.
З 1992 по 1993 — радник.
З 1993 по 1997 — співробітник посольства Кувейту в Лівії.
З 1997 по 1998 — співробітник МЗС Держави Кувейт.
З 1998 по 2001 — Надзвичайний і Повноважний Посол Держави Кувейт в Києві (Україна).